# Belhichapena
Belhichapena – gaun wikas samiti we wschodniej części Nepalu w strefie Sagarmatha w dystrykcie Saptari. Według nepalskiego spisu powszechnego z 2001 roku liczył on 882 gospodarstw domowych i 5554 mieszkańców (2769 kobiet i 2785 mężczyzn).